# 해리엇 비처 스토

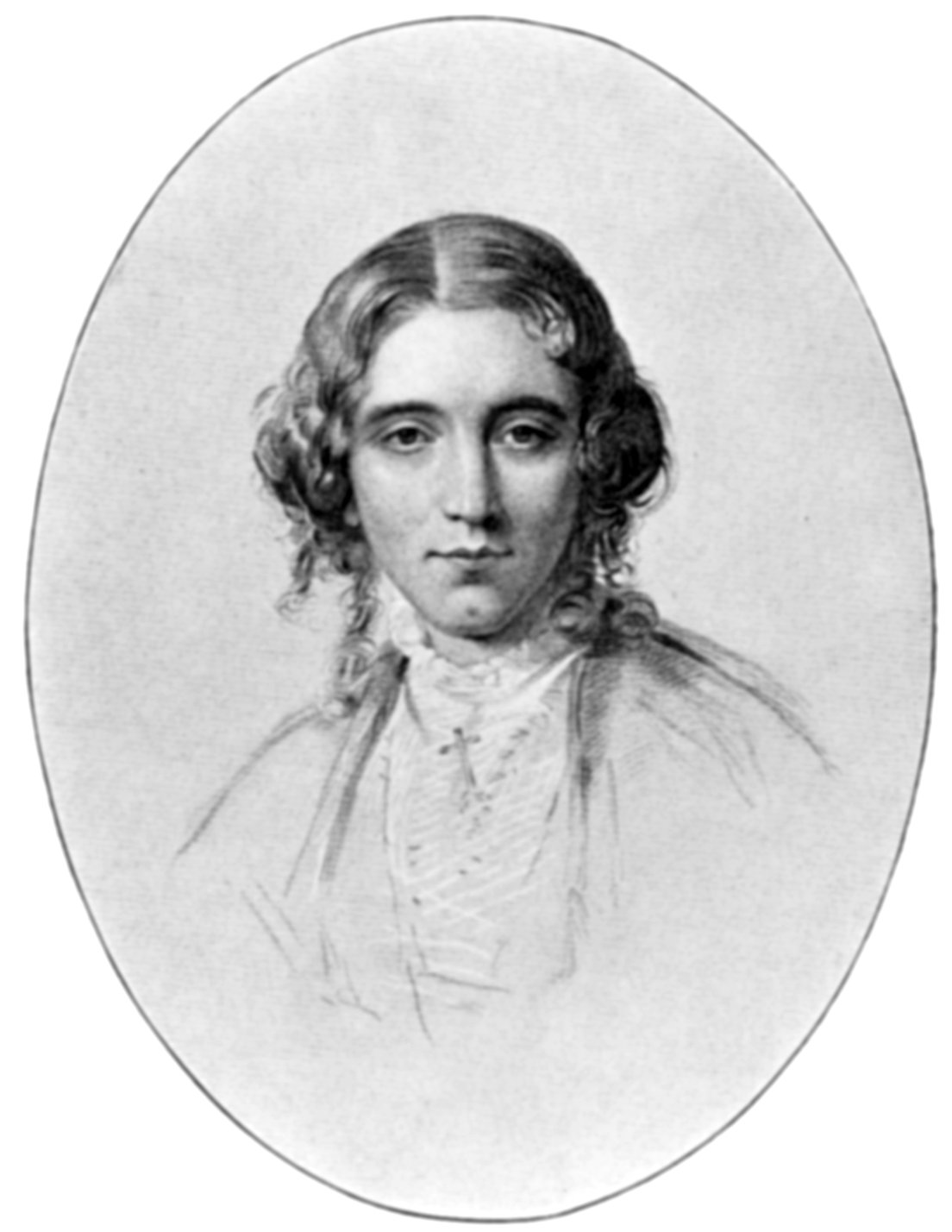
해리엇 비처 스토

해리엇 비처 스토우(Harriet Beecher Stowe, 1811년 6월 14일 ~ 1896년 7월 1일)는 미국의 노예 해방론자이자 사실주의 작가이다. 스토우 부인이라고도 부른다.
노예 제도에 반대하는 소설 《톰 아저씨의 오두막》으로 유명하다. 이 소설은 도망 노예법이 세워졌을 때에 중서부, 뉴잉글랜드와 남부에서의 노예 제도 논쟁을 분석하고 있다. 책은 남북 전쟁을 이끈 남부와 북부 사이의 의견 대립을 심화시켰다. 스토우는 남부에서 미움을 받았다.

## 생애
1811년 미국 코네티컷주 리치필드의 유명한 장로교 목사이자 노예찬성론자인 리만 비처의 11남매 중 일곱째로 태어났다.
해리엇이 5살 때 어머니였던 록산나 비처가 세상을 떠나 어머니의 사랑에 목말랐던 그녀는 노예라는 이유 때문에 강제로 엄마와 헤어져야 하는 흑인 소년소녀들에게 더 깊은 연민과 동정을 품게 되었다고 한다. 이는 노예제 반대론자들에게 소총을 보내서 겁박한 일로 '비처의 소총'이라는 말의 어원이 된 아버지 리만 비처와는 대조되는 모습이었다. 켄터키주에 여행했을 때 흑인 노예들의 불쌍한 생활상을 보고 노예 폐지 운동에 정열을 쏟았다.
신학을 공부한 해리엇은 언니인 캐서린과 초등학교를 열고 선생으로서 재직하기도 했는데, 그녀가 처음으로 쓴 아동용 지리서는 1833년 언니 캐서린의 이름으로 출간되었다. 1832년부터 1850년까지 아버지가 레인 신학교의 교장으로 지내던 오하이오주 신시내티에서 살았다.
1836년에 해리엇은 신학교 교수였던 캘빈 스토우와 결혼하여 슬하에 7자녀를 두었다. 스토우는 강의를 위해 유럽을 여행하기도 했다. 웅진출판에서 펴낸 전집인 웅진위인전기 세계편 《앙리 뒤낭》에 따르면, 스위스에서 강의할 때는 당시 청년이던 앙리 뒤낭을 만나기도 했다.
1852년에 <톰 아저씨의 오두막>을 발표하여 놀라운 성공을 거두었다. 이 소설은 선량한 노예와 포악한 백인을 대조시켜 노예 제도의 실태를 낱낱이 폭로하였는데, 이것은 남북 전쟁이 일어난 한 요인으로서도 큰 의의를 갖는다. 그녀는 흑인들에게 희망의 빛을 던져준 '흑인의 어머니'로 불렸다. 그 밖의 작품에 <마을 사람들>이 있다.
영국을 방문하였을 때, 영국의 노예 폐지론자들로부터 큰 환영을 받았다. 1896년 7월 1일, 85세의 나이로 하트퍼드에서 사망하였다.

## 작품
- 《톰 아저씨의 오두막》(Uncle Tom's Cabin, 1851년-1852년)
- 《드레드》(Dred, 1856년)
- 《목사의 구혼》(The Minister's Wooing, 1859년)
- 《오르 섬의 진주》(The Pearl of Orr's Island, 1862년)
- 《올드 타운 사람들》(Old Town Folks, 1896년)
- 《샘 로슨의 옛동네 난로가 이야기》(Sam Lawson's Oldtown Fireside Stories, 1872년)

또한 《바이런 여사가 입증하다》(Lady Byron Vindicated, 1870년)란 책이 있는데, 조지 고든 바이런의 부인이 남편과 헤어진 이야기를 담고 있다. 스토의 기사는 바이런의 부인이 1856년에 그녀와 대화했을 때를 담고있다.

## 같이 보기
- 남북 전쟁의 원인

## 참고 자료
- 이 문서에는 다음커뮤니케이션(현 카카오)에서 GFDL 또는 CC-SA 라이선스로 배포한 글로벌 세계대백과사전의 내용을 기초로 작성된 글이 포함되어 있습니다.